# Rasmus Lindqvist
Rasmus Lindqvist (* 4. September 1979) ist ein finnischer Bandyspieler auf der Angriffsposition.
Lindqvist spielte mit zwei Ausnahmen in Finnland bei Porvoon Akilles. Von 2002 bis 2004 ging er in Schweden für Helenelunds IK aufs Eis, 2006 bis 2008 für Falu BS. In der finnischen Nationalmannschaft spielte Lindqvist zwischen 2004 und 2009 und absolvierte dabei 38 Länderspiele.